# Rulon Jeffs
Rulon Timpson Jeffs (6. prosince 1909 Salt Lake City – 8. září 2002 St. George), svými následovníky nazýván jako Strýc Rulon, byl americký polygamista, samozvaný prorok a náboženský vůdce, který působil jako předseda Fundamentalistické církve Ježíše Krista Svatých posledních dnů (Fundamentalist Church of Jesus Christ of Latter-Day Saints, FLDS), mormonské fundamentalistické organizace, působící v Colorado City v Arizoně v letech 1986–2002. Byl otcem pozdějšího vůdce FLDS a usvědčeného zločince Warrena Jeffse.

## Životopis
Rulon Jeffs se narodil 6. prosince 1909 v Salt Lake City v Utahu jako syn mormonského fundamentalisty první generace Davida Williama Warda Jeffse, který byl synem Williama Yemma Jeffse z Brierley Hill v Anglii, a plurální manželky Davida Jeffse Nettie Lenory Timpson. Jeho otec žil svým polygamním způsobem života v utajení a Rulon strávil prvních deset let svého života pod pseudonymem Rulon Jennings. Byl vychován jako člen Církve Ježíše Krista Svatých posledních dnů a od června 1930 do srpna 1932 sloužil v britské misii. Jeho otec ho seznámil s učením mormonského fundamentalismu až v roce 1938, kdy synovi věnoval výtisk časopisu Truth Josepha W. Mussera. Rulon přijal fundamentalistické poselství poté, co se setkal s Musserem a Johnem Y. Barlowem. V roce 1940 si tajně vzal plurální manželku, kvůli čemuž se s ním jeho první žena Zola Brown rozvedla.
Na jaře roku 1945 se Rulon Jeffs, který od roku 1943 působil v severním Idahu, vrátil do Salt Lake City, kde byl 19. dubna Barlowem vysvěcen na velekněze a apoštola. Jeffs byl chráněncem Barlowa i pozdějšího staršího Rady kněžství Leroye S. Johnsona, který jejich vztah přirovnal ke vztahu Brighama Younga a Hebera C. Kimballa. Jeffs převzal vedení skupiny po Johnsonově smrti v roce 1986.
Uvádí se, že v době Jeffsovy smrti ve věku 92 let měl 65 manželek a 65 dětí. Podle spisovatele Jona Krakauera, který v knize Under the Banner of Heaven (v překladu: Pod praporem nebes) popisuje kroniku církve FLDS a Jeffsovy rodiny, kde bylo několik Jeffsových manželek nezletilých – v době, kdy za něj byly provdány, jim bylo teprve 14 let.
Rulon Jeffs zemřel v roce 2002 ve věku 92 let. Krátce po jeho smrti se jeden z jeho synů, Warren Jeffs, ujal vedení církve FLDS a následně se oženil se všemi vdovami po svém otci kromě dvou, čímž si upevnil své politické postavení v komunitě. Jednou z Rulonových manželek byla i v době sňatku 19letá Rebecca Musser (rozená Wall). Rulon se s ní oženil ve věku 85 let. Po jeho smrti se Rebecca i navzdory výhrůžkám, odmítla provdat za jeho syna Warrena. Podařilo se jí utéct z areálu a později proti Warrenovi vypovídala u soudu, kde byl odsouzen za sexuální zneužívání nezletilých.

## V kultuře
O církvi FLDS byl natočen televizní film Warren Jeffs: Prorok mimo zákon (2014), kde Rulona Jeffse ztvárnil herec Martin Landau. V roce 2022 o FLDS vyšel dokumentární seriál Modlit se, poslouchat, neodmlouvat.